# ГЕС Алікура
ГЕС Алікура (ісп. Embalse de Alicurá) — гідроелектростанція в центральній Аргентині на межі провінцій Неукен та Ріо-Негро. Знаходячись перед ГЕС П'єдра-дель-Агіла, становить верхній ступінь в каскаді на річці Лімай, яка є правим витоком Ріо-Негро (впадає в Атлантичний океан за 250 км на південь від Баїя-Бланки).
В межах проекту річку перекрили земляною греблю із глиняним ядром висотою 135 метрів, довжиною 850 метрів та товщиною по гребеню 13 метрів, яка потребувала 12,88 млн м3 матеріалу. Під час її спорудження Лімай відвели за допомогою двох тунелів діаметром 9 метрів та загальною довжиною 1,5 км, один з яких по завершенні будівництва виконує роль нижнього водоспуску. Гребля утримує водосховище з площею поверхні 69,8 км2 та об'ємом 3,2 млрд м3, в якому відбувається коливання рівня поверхні між позначками 692 та 705 метрів НРМ.
Зі сховища починається короткий — 0,35 км — підвідний канал завширшки 40 метрів, який завершується водозабірною спорудою. Остання живить напірні водоводи довжиною по 210 метрів з діаметром 6,5 метра, що подають ресурс на чотири турбіни типу Френсіс потужністю по 250 МВт, які при напорі 116 метрів забезпечують виробництво 2360 млн кВт-год електроенергії на рік.
Для відведення відпрацьованої води русло річки поглибили протягом восьми кілометрів.
Під час спорудження станції провели земляні роботи в обсязі 25 млн м3, здійснили виїмку 2,3 млн м3 скельних порід та використали 584 тис. м3 бетону. Обсяг робіт на підземних спорудах становив 170 тис. м3.